# ستيف ديميتر
ستيف ديميتر (بالإنجليزية: Steve Demeter)‏ هو لاعب كرة قاعدة أمريكي، ولد في 27 يناير 1935 في هومر في الولايات المتحدة، وتوفي في 3 فبراير 2013 في بارما في الولايات المتحدة.

## وصلات خارجية
- ستيف ديميتر على موقعبيزبول رفرنس.كوم (الدوري الرئيسي) (الإنجليزية)
- ستيف ديميتر على موقعبيزبول رفرنس.كوم (الدوري الثانوي) (الإنجليزية)